# Vilalva
Vilalva (em galego, Vilalba; em espanhol, Villalba) é um concelho da Terra Chã da província de Lugo, na Galiza. Tem 380,25 km² de área e em 2021 tinha 14 006 habitantes (densidade: 36,8 hab./km²).

## Demografia
| Variação demográfica do município entre 1991 e 2014 | Variação demográfica do município entre 1991 e 2014 | Variação demográfica do município entre 1991 e 2014 | Variação demográfica do município entre 1991 e 2014 |
| --------------------------------------------------- | --------------------------------------------------- | --------------------------------------------------- | --------------------------------------------------- |
| 1991                                                | 1996                                                | 2001                                                | 2004                                                |
| 16110                                               | 15797                                               | 15365                                               | 15484                                               |

## Geografia
O concelho de Vilalba topa-se na metade norte da província de Lugo; faz fronteira pelo norte com os concelhos de Abadín, Muras e Xermade, pelo sul, com Cospeito, Begonte e Guitiriz, pelo leste com Abadín e Cospeito, e pelo oeste, com Xermade e Guitiriz. A população de Vilalba distribui-se ao longo das 29 paroquias do concelho, além do núcleo urbano da vila.
Vilalba possui um rico património arqueológico e cultural. O concelho conserva um bom número de mostras de assentamentos castrejos, entre os que destacam os castros de Gondaísque e Belesar. Entre seu património cultural destaca a torre de menagem do desaparecido castelo de Vilalba, ligada historicamente à casa dos Andrade, e convertida no século XX em parador de turismo.
Com respeito à indústria, o concelho caracteriza-se pelas indústrias derivadas do sector primário, a agro-alimentaria, representada por uma empresa de produtos lácteos, e algumas pequenas indústrias de embutidos, presuntos e de elaboração do queijo D.O. de San Simón.
A gastronomia complementa o atractivo da vila na que há que destacar o queijo de San Simón, o rosco e os célebres Capóns de Vilalba que se vendem numa feira anual, que tem lugar a 21 de Dezembro.

## Património edificado
- Castelo de Vilalba ou Torre do Castelo dos Andrade.

## Galeria

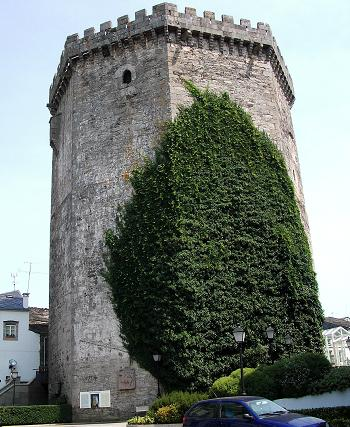
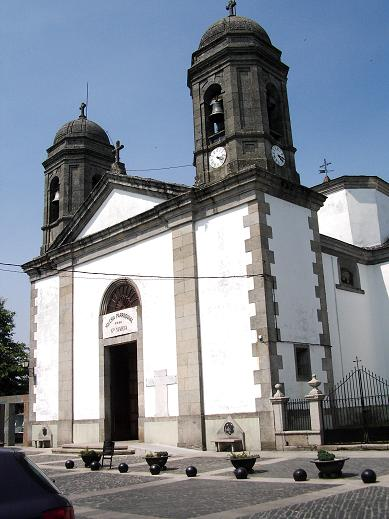
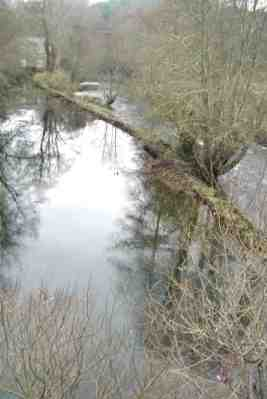
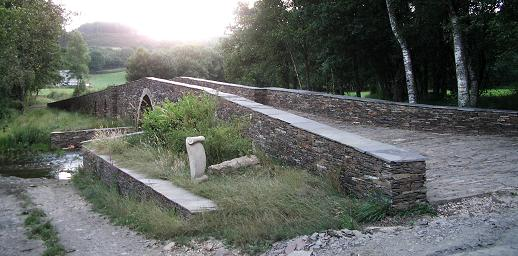